# دين مارتن (سياسي)
دين مارتن (بالإنجليزية: Dean Martin)‏ هو سياسي أمريكي، ولد في 1973. حزبياً، نشط في الحزب الجمهوري. وقد انتخب أمين صندوق الدولة ‏ وانتخب عضو مجلس ولاية أريزونا.